# قنبرلو
قنبرلو (بالفارسية: قنبرلو) هي قرية تقع في أردبيل في إيران. يقدر عدد سكانها بـ 104 نسمة بحسب إحصاء 2016.